# 442 Eichsfeldia

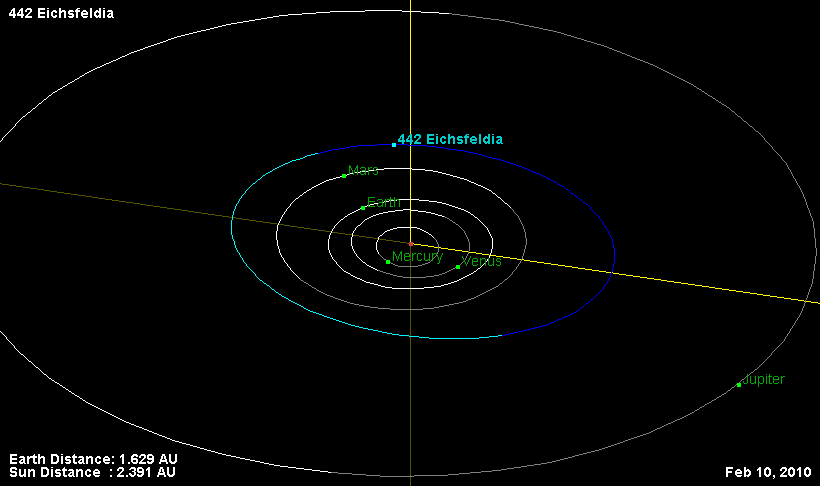
Órbita de 442 Eichsfeldia.

Eichsfeldia (asteroide 442) é um asteroide da cintura principal com um diâmetro de 66,73 quilómetros, a 2,1774611 UA. Possui uma excentricidade de 0,0714341 e um período orbital de 1 311,58 dias (3,59 anos).
Eichsfeldia tem uma velocidade orbital média de 19,45019266 km/s e uma inclinação de 6,06243º.
Este asteroide foi descoberto em 15 de Fevereiro de 1899 por Max Wolf, Arnold Schwassmann.